# زیردریایی یو-۷۰۸

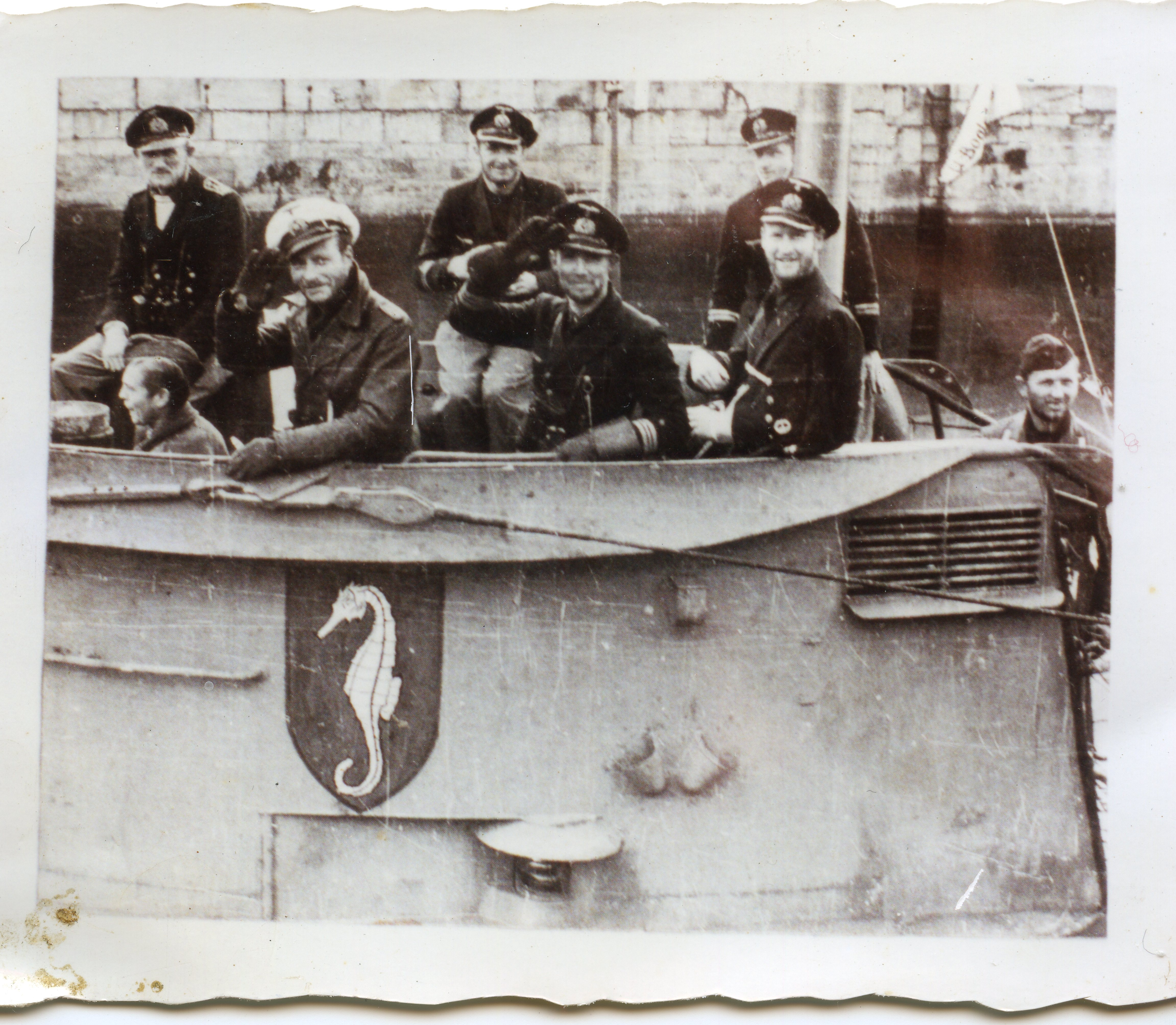
زیردریایی یو-۷۰۸

زیردریایی یو-۷۰۸ (به انگلیسی: German submarine U-708) یک زیردریایی بود که طول آن ۶۷٫۱ متر (۲۲۰ فوت ۲ اینچ) بود. این زیردریایی در سال ۱۹۴۱ ساخته شد.